# أدولف هيلد
أدولف هيلد (بالألمانية: Adolf Held)‏ (و. 1844 – 1880 م) هو اقتصادي، وأستاذ جامعي ألماني، ولد في فورتسبورغ، توفي في ثون، عن عمر يناهز 36 عاماً، بسبب غرق.